# Вєтров Петро Сидорович
Вєтров Петро Сидорович — (12 липня 1911, Армавір, Краснодарський край, Росія — травень 1980, Луганськ, СРСР) — український актор театру, режисер. Народний артист Української РСР (1954).

## Біографія
Вєтров Петро Сидорович — актор, режисер, народився у місті Армавір, на півдні Росії в Краснодарському краї.
Закінчив Ленінградський театральний інститут в 1935 році і там же робив свої перші кроки на підмостках у театрі імені Ленінського комсомолу. З 1937 по 1944 рік був актором і режисером Ворошиловградського театру юного глядача. Згодом творча доля його перетиналася з театрами Кіровограда, Маріуполя. А в 1952 році повертається до Воришиловграду і до 1959 року — головний режисер Ворошиловградського російського драматичного театру. З 1963 року — головний режисер в Луганському українському музично-драматичному театрі.

## Звання і нагороди
- 1954 — Народний артист Української РСР.

## Творчий доробок
Поставив понад 100 спектаклів, серед них:
- «Беспреданница» — Миколи Островського,
- «Учень диявола» — Бернарда Шоу,
- «Последние» — Максима Горького.

Зіграв багато ролей серед них:
- Петручо — «Укрощение строптивой» Шекспіра,
- Корчагін — «Як гартувалася сталь» Миколи Островського,
- Макар — «Макар Діброва» Олександра Островського.